# Zsigmond Kunfi
Zsigmond Kunfi (hongarès: Kunfi Zsigmond)  (Nagykanizsa, 28 d'abril de 1879 - Viena, 18 de novembre de 1929) fou un polític socialista hongarès i principal ideòleg del Partit Socialista Hongarès al començament del segle xx.

## Origen i estudis
Nascut en una família jueva de classe mitjana-baixa, va estudiar amb els escolapis. Bon estudiant, es va matricular a la Universitat Babeş-Bolyai, on es va doctorar en literatura alemanya i hongaresa el 1904. En Kolozsvár es va convertir en socialista i va començar a publicar en els diaris locals, principi d'una carrera de periodista i assagista. Bon escriptor, tractava tant temes literaris com polítics.
Després d'un breu període com a professor d'ensenyament secundari d'alemany i francès a Timișoara que va durar fins al 1906 i va acabar en ser acomiadat pel ministre d'Educació per participar en un míting obrer, va ingressar en la junta editorial de Népszava, el diari del partit socialista. Poc després se'l va nomenar únic editor de Szocializmus, la publicació ideològica del partit, on va romandre de 1908 a 1914. Va ingressar també en el comitè central del partit.

## En el partit socialista

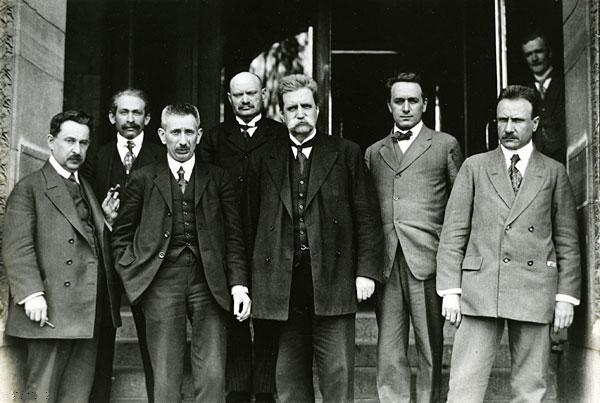
Kunfi juntament amb d'altres membres de la delegació hongaresa a la fallida conferència de pau d'Estocolm la primavera de 1917. Al centre, el socialdemòcrata suec Hjalmar Branting.

A diferència de la majoria de dirigents del partit, Kunfi era un intel·lectual, amb estrets contactes amb altres intel·lectuals liberals hongaresos com Oszkár Jászi, en el periòdic del qui publicava sovint. Des de 1908-1909, es convertí en el principal i gairebé exclusiu ideòleg del partit, amb una influència especial en l'actitud del partit cap a les nacionalitats i la qüestió balcànica —d'especial actualitat per la recent crisi bosniana de 1908.
Radical, la Revolució de 1917 va accentuar el seu extremisme. Es va convèncer que Hongria adoptaria finalment un sistema soviètic.

## La república popular i la soviètica
Amb l'arribada al Govern de Mihály Károlyi després de la Revolució dels Crisantems a l'octubre de 1918, Kunfi, considerat el «millor cervell» del partit, va obtenir el Ministeri d'Educació.
Vilmos Böhm, sindicalista i home d'acció més que teòric, era el seu més estret aliat en la direcció del partit. Després d'intenses discussions governamentals, va aconseguir fer-se amb el lloc de ministre de Defensa el gener de 1919. Kunfi i Böhm es van mostrar favorables a la unificació amb els comunistes el març. Tots dos van aconseguir importants càrrecs al nou Govern: Kunfi com a comissari d'Educació, Böhm, de nou al capdavant de Defensa.
Kunfi va defensar amb vehemència el nou règim i la unió amb els comunistes, minimitzant les diferències del passat. Va dissentir, no obstant això, d'algunes mesures, com la nacionalització de la terra que, va jutjar encertadament, privaria al Govern del suport camperol. Com Kun, desitjava un partit menor però més cohesionat —anteriorment, la pertinença al sindicat implicava l'afiliació automàtica al Partit Socialista—, però desitjava que la reorganització es produís en el futur, en un moment de menor fricció entre els sindicats i el partit.
Durant el congrés del partit unificat el juny, va advocar per realitzar concessions —similars a les adoptades per Lenin dos anys més tard— davant la falta de l'anhelada revolució mundial. Insatisfet amb els resultats del congrés on els comunistes van imposar la seva llista al comitè central malgrat els resultats de les votacions, va dimitir de la seva comissaria juntament amb Böhm poc després.
A la fi de juny va viatjar a Viena, convençut de la necessitat d'aconseguir un acord amb l'Entesa per aconseguir la supervivència de la república. Les negociacions van fracassar a la fi de juliol.

## Exili i mort
Després de la caiguda de la república pocs dies més tard, va romandre a l'exili a Àustria, afiliant-se més tard a laUnió de Partits Socialistes per l'Acció Internacional. Es va suïcidar a Àustria el 1929.